# Agnès Ledig
 (juin 2022).
Si vous disposez d'ouvrages ou d'articles de référence ou si vous connaissez des sites web de qualité traitant du thème abordé ici, merci de compléter l'article en donnant les références utiles à sa vérifiabilité et en les liant à la section « Notes et références ».
Agnès Ledig, née en 1972 à Strasbourg, est une romancière française.

## Biographie
Agnès Ledig est née en 1972 à Strasbourg de parents instituteurs. Tombée dans les livres quand elle était petite, elle engage cependant des études scientifiques. Après une expérience en agronomie, elle décide d’intégrer l’école de sages-femmes de Strasbourg, pour « prendre soin » des autres – son verbe de vie. Elle est sage-femme libérale en Alsace jusqu'en 2015.
Elle commence à écrire en 2005, après avoir traversé un événement familial douloureux. Son premier roman, Marie d'en haut, obtient le coup de cœur des lectrices du prix Femme Actuelle 2011 et se voit publiée aux éditions Les Nouveaux Auteurs. Repérée par un éditeur chez Albin Michel, elle rejoint cette maison d'édition en 2013 avec Juste avant le bonheur qui obtient le Prix Maison de la presse trois semaines après sa sortie. Elle publie ensuite quatre romans chez Albin Michel avant de rejoindre les éditions Flammarion en 2020 chez qui elle publie son septième roman Se le dire enfin.
En 2016, elle publie son premier album jeunesse, Le Petit Arbre qui voulait devenir un nuage, illustré par Frédéric Pillot, qui illustrera également son deuxième album, Le cimetière des mots doux. Ce dernier aborde, à hauteur d'enfant, le thème du deuil.
Depuis novembre 2018, elle s’est engagée comme « ambassadonneuse » auprès de l’établissement français du sang afin de promouvoir le don de sang auprès du grand public.
En décembre 2018, elle est la marraine du 1er salon du livre de Poche d'Angoulême, aux côtés de Philippe Besson.
Agnès Ledig a été présidente du 50e Prix Maison de la presse qui s’est déroulé au Ministère de la culture en mai 2019 .

### Romans
- 2011 : Marie d'en haut est publié aux Nouveaux Auteurs et remporte le prix « coup de cœur des lectrices » du roman Femme Actuelle 2011[5]. Il se vend à 15 000 exemplaires et pourrait être porté à l'écran par Sandrine Bonnaire[6],[7].
- 2013 : Juste avant le bonheur est publié chez Albin Michel et reçoit le prix Maison de la Presse[8].
- 2014 : Pars avec lui, Albin Michel.
- 2016 : On regrettera plus tard, Albin Michel.
- 2017 : De tes nouvelles, Albin Michel.
- 2018 : Dans le murmure des feuilles qui dansent, Albin Michel
- 2019 : Compter les couleurs
- 2020 : Se le dire enfin, Flammarion
- 2021 : La toute petite reine, Flammarion
- 2023 : Un abri de fortune, Albin Michel
- Octobre 2023 : Sous l'écorce, Éditions Le Robert
- Janvier 2025 : Répondre à la nuit, Albin Michel

### Jeunesse
- Le Petit Arbre qui voulait devenir un nuage, récit pour la jeunesse, illustrations de Frédéric Pillot, Albin Michel Jeunesse, novembre 2017.
- Le Cimetière des mots doux, récit pour la jeunesse, illustrations de Frédéric Pillot, Albin Michel Jeunesse, janvier 2019.
- Le Petit Poucet, Père Castor, illustrations  de Frédéric Pillot,  2021.

### Nouvelles
- Un petit morceau de pain, dans 13 à table ! 2015, Paris : Pocket n° 16073, novembre 2014.  (ISBN 978-2-266-25405-2)
- Karen et moi, dans 13 à table ! 2016, Paris : Pocket n° 16479, novembre 2015.  (ISBN 978-2-266-26373-3)
- Je te donne. 3 histoires d’amour, recueil collectif, auteurs : Baptiste Beaulieu, Martin Winckler et Agnès Ledig, Librio, juin 2016.
- Le soleil devrait être au rendez-vous dimanche, dans 13 à table ! 2017. Paris : Pocket n° 16745, novembre 2016, p. 131-148.  (ISBN 978-2-266-27126-4)

### Divers
- Mon guide gynéco. Devenir actrice de sa santé, écrit avec le docteur Teddy Linet, préface de Martin Winckler et illustrations de Jack Koch, Fleuve éditions, janvier 2016.
- L’Esprit Papillon. Déployez vos ailes et gagnez en légèreté, illustrations de Jack Koch, Pocket, octobre 2016.